# Q-Genz
Q-Genz hay Xảo Thiên Kim 巧千金 (tên cũ là Tiểu Thiên Kim 小千金; tức Cute Princess trong tiếng Anh) là một nhóm nhạc nữ bốn thành viên do hãng giải trí Uy Dương (威扬 Wayang Tinggi) của Malaysia thành lập năm 2005. Tại thời điểm ra mắt, độ tuổi của các thành viên mới chỉ 4–5 tuổi. Năm 2015, Tiểu Thiên Kim đã kỷ niệm 10 năm thành lập nhóm rồi đổi tên thành Q-Genz.